# Bert Duncanson
Albert Gordon „Bert“ Duncanson (* 2. Oktober 1911 in Winnipeg, Manitoba; † 24. März 2000 in Cowansville, Québec) war ein kanadischer Eishockeyspieler. Bei den Olympischen Winterspielen 1932 gewann er als Mitglied der kanadischen Nationalmannschaft die Goldmedaille.

## Karriere
Bert Duncanson gewann 1931 mit den Elmwood Millionaires den Memorial Cup. Während des Turniers erzielte er das entscheidende Tor für seine Mannschaft. Anschließend vertrat er mit dem Winnipeg Hockey Club bei den Winterspielen 1932 Kanada. Bis 1937 spielte er weiterhin im Amateurbereich Eishockey, unter anderem in der Seniorenmeisterschaft der Ontario Hockey Association. Später war er in der Ölindustrie tätig. Im Jahr 1998 spendete er der Hockey Hall of Fame in Toronto einige Andenken an seinen Olympiagewinn.

### International
Für Kanada nahm Duncanson an den Olympischen Winterspielen 1932 in Lake Placid teil, bei denen er mit seiner Mannschaft die Goldmedaille gewann. Beim 5:0-Sieg gegen Deutschland erzielte er ein Tor.

## Erfolge und Auszeichnungen
- 1931 Memorial-Cup-Gewinn mit den Elmwood Millionaires
- 1932 Goldmedaille bei den Olympischen Winterspielen